# Tea and Sugar Train
A Tea & Sugar vonat egy kijelölt vonat volt, amely olyan elszigetelt, távoli ausztrál városokba szállított alapvető élelmiszer ipari és egyéb cikkeket, mint például Nullarbor Plain Port Augusta és Kalgoorlie közt a Trans-Australian Railway mentén. A vonat jelentőségét az adta, hogy alapvető cikkeket szállított Ausztrália déli és nyugati városaiba.

## Története
A Tea & Sugar 1917-ben indult útnak először, mint élelmiszer ellátó vonat, amely a Trans Australia Railway vasútvonalon építkező munkásoknak szállított különböző cikkeket. A vasútépítő munkások ellátása teljes mértékben ettől a járattól függött, mivel a vasúti összeköttetés volt az egyetlen közlekedési forma a régióban.
Amint a vasútvonal elkészült a vonal mentén fekvő települések lassanként gyarapodásnak indultak és a városok növekedése magával hozta az elszigetelt helyek luxuscikk és egyéb termékek iránti keresletét. A távoli településeket élelemmel ellátó élőállatokat is e vonatjárat szállította és a vonaton önálló hentesüzem működött. A vonaton mozivagon is működött, hogy a városlakók meg tudják nézni a legújabb filmeket utazás közben, amíg a vonat elszállította őket úti céljukhoz.
Minden egyes alkalommal, amikor a  vonat megérkezett Nullarbor Plainbe, külön kocsikat hozott, melyek azokat a termékeket szállították, amelyekre az outback lakóinak szüksége volt az év során. Néhány szerelvényen bankvagon is üzemelt, amely lehetővé tette a lakosság számára pénzügyeik elintézését, valamint a decemberi időszakban külön karácsonyi kocsi is volt rákötve, melyen a Mikulás utazott városról városra.
Az 1970-es évek végén a Flinders Medical Centre egészségügyi szerelvénye is alkalmanként a járatra volt kötve, így biztosították az egészségügyi ellátást a hátországban lakók számára. A Tea & Sugar járatot 1996-ban szüntették meg. Néhány kocsiját a Nemzeti Vasúttörténeti Múzeumban őrzik Port Adelaideben.
Eredetileg 1692 kilométeres utazást jelentett a Port Augusta és Kalgoorlie közötti vonalszakasz. Egy 1985-ös menetrend szerint a nyugatra tartó szerelvény Port Augustából 12:00-kor indult szerdai napokon és 14:15-kor érkezett meg Kalgoorlie-ba szombatonként. Míg a keletre tartó járatok szerdánként 15:00-kor indultak és pénteken 18:55-kor érkeztek meg Port Augustába.
Később ezt a szakaszt lerövidítették egy 822 kilométeres vonalra, amely Port Augusta és Cook között volt. A keletre tartó vonalszakasz a The Bomber nevet viselte, mivel felismerték a szükségét annak, hogy az 1960-as években üzemelő Maralinga és Woomera atombázisokra is szállítsanak ellátmányt.